# Филип Пулман
Филип Пулман, CBE (на английски: Philip Pullman) е английски писател.

## Биография и творчество
Филип Пулман е роден на 1946 г. в Норич, Англия. Учи в Ексътър Колидж, Оксфорд.
Известен е с фентъзи трилогията-бестселър „Тъмните му материи“ и други книги, предназначени за деца, но привличащи внимание на възрастни читатели. Трилогията се състои от Северно сияние (Златният компас в САЩ), Острият кинжал и Кехлибареният далекоглед. Пулман получава титлата „командор на Ордена на Британската империя“ по случай Нова година през 2004 г.
Първият том на трилогията, Северно сияние, получава медал „Карнеги“ за детска художествена проза във Великобритания през 1995 г. Кехлибареният далекоглед, последният том, е отличен с наградата за книга на годината на Уитбред през януари 2002 г. Тя е първата детска книга, която получава това отличие. Трилогията печели одобрението на публиката в края на 2003 г., като заема 3-то място в класацията Биг Рийд на публиката на Би Би Си за най-любима книга на нацията (след Властелинът на пръстените на Дж. Р. Р. Толкин и Гордост и предразсъдъци на Джейн Остин).

## Произведения (частично)

### Самостоятелни романи
- The Haunted Storm (1972)
- Galatea (1976)
- Count Karlstein (1982)
- How to be Cool (1987)
- Spring-Heeled Jack (1989)
- The Broken Bridge (1990)
- The White Mercedes (1992)
- The Wonderful Story of Aladdin and the Enchanted Lamp (1993)
- Clockwork All Wound Up (1995)
- The Firework-Maker's Daughter (1995)
- Mossycoat (1998)
- The Butterfly Tattoo (1998) – издаден и като „The White Mercedes“
- I was a Rat! or The Scarlet Slippers (1999)
- Puss in Boots: The Adventures of That Most Enterprising Feline (2000)
- The Scarecrow and his Servant (2004)
- The Good Man Jesus and the Scoundrel Christ (2010) – част от поредицата „Canongate Myth“
- Fairy Tales From The Brothers Grimm (2012)

### Серия „Тъмните му материи“ (His Dark Materials)
- Northern Lights (1995) – издаден и като „The Golden Compass“
Северно сияние, изд.: „Бард“, София (2004), прев. Силвана Миланова
- The Subtle Knife (1997)
Острият кинжал, изд.: „Бард“, София (2004), прев. Силвана Миланова
- The Amber Spyglass (2000)
Кехлибареният далекоглед, изд.: „Бард“, София (2004), прев. Силвана Миланова
Тъмните му материи – общ сборник, изд.: „Бард“, София (2009)

#### Серия „Тъмните му материи 2“ (His Dark Materials companion books)
- Lyra's Oxford (2003)
- Once Upon a Time in the North (2008)
- The Collectors (2014)
- The Book of Dust

### Серия „Сали Локхарт“ (Sally Lockhart)
- The Ruby in the Smoke (1985)
- The Shadow in the North (1986) – издаден и като „The Shadow in the Plate“
- The Tiger in the Well (1990)
- The Tin Princess (1994)

### Серия „Бандата Ню Кът“ (The New-Cut Gang)
- Thunderbolt's Waxwork (1994)
- The Gasfitter's Ball (1995)

### Пиеси
- Frankenstein (1990)
- Sherlock Holmes and the Limehouse Horror (1992)

### Документалистика
- Ancient Civilizations (1978)
- Using the Oxford Junior Dictionary (1978)

### Комикси
- The Adventures of John Blake in The DFC (2008)